# Peel (rivier)
Peel-rivier is een rivier in Yukon en Northwest Territories, Canada.
De bron-riveren van de Peel, de Ogilvie-rivier en de Blackstone River, ontspringen in de Ogilvie Mountains in Yukon.
Op de rivier kunnen kanotochten van meerdere weken worden gevaren.
- Gemeinsame Normdatei: 4304137-1
- Virtual International Authority File: 248220361